# Търпена Узунова
Търпена Узунова или Зисовица (на гръцки: Ευτέρπη Ουζούνη, Ζήσαινα, Евтерпи Узуни, Зисена) е гъркоманска андартска деятелка от Западна Македония.

## Биография
Търпена е родена в костурското село Апоскеп, тогава в Османската империя, днес в Гърция. Женена е за Зисо Узунов-Голио, водач е на гъркоманската партия в Апоскеп и член на гръцкия революционен комитет. След убийството на сина им от Пандо Сидов и Д. Мильов и на мъжа ѝ от Васил Чекаларов, тя поема дейността им и служи като връзка между четите на Георгиос Цондос, Константинос Дограс, Стефанос Дукас и Леонидас Петропулакис. В 1907 година заедно с Панделис Пасхос и Панайотис Кирязис убива водача на българската партия в селото Матов и семейството му. Арестувана е и осъдена в Корча на 15 години затвор. Освободена е след Младотурската революция в 1908 година.